# No’am Okun
No’am Okun (hebr. ‏נעם אוקון‎; ur. 16 kwietnia 1978 w Hajfie) – izraelski tenisista, reprezentant kraju w Pucharze Davisa.

## Kariera tenisowa
Zawodowym tenisistą Okun był w latach 1996–2010.
W latach 1999–2008, 2013 reprezentował Izrael w Pucharze Davisa rozgrywając trzydzieści trzy meczów, z których siedemnaście wygrał.
W cyklu ATP Challenger Tour został mistrzem pięciu imprez w grze pojedynczej i dziewięciu w grze podwójnej.
W rankingu gry pojedynczej najwyżej był na 95. miejscu (22 kwietnia 2002), a w klasyfikacji gry podwójnej na 162. pozycji (6 lipca 2009).

### Zwycięstwa w turniejach ATP Challenger Tour w grze pojedynczej
| Końcowy wynik | Nr | Data              | Turniej    | Nawierzchnia  | Przeciwnik      | Wynik finału  |
| ------------- | -- | ----------------- | ---------- | ------------- | --------------- | ------------- |
| Zwycięzca     | 1. | 13 maja 2001      | Jerozolima | Twarda        | Michaël Llodra  | 6:4, 6:1      |
| Zwycięzca     | 2. | 7 lipca 2001      | Andora     | Twarda (hala) | Christian Vinck | 6:2, 6:4      |
| Zwycięzca     | 3. | 11 listopada 2001 | Tyler      | Twarda        | Vince Spadea    | 7:5, 6:2      |
| Zwycięzca     | 4. | 15 sierpnia 2004  | Binghamton | Twarda        | Danai Udomchoke | 6:3, 4:6 ,6:1 |
| Zwycięzca     | 5. | 8 lipca 2007      | Winnetka   | Twarda        | Kevin Anderson  | 6:4, 6:3      |